# 残美
《残美》（ザンビ，Zambi）是日本女子偶像组合乃木坂46、櫻坂46（原以櫸坂46的名義活動）、日向坂46（原平假名榉坂46 （页面存档备份，存于））等共同参与的大型联合企划。
本企划最早于2018年7月8日乃木坂46于明治神宫棒球场、秩父宫橄榄球场举行的“盛夏的全国巡演2018 ~6th YEAR BIRTHDAY LIVE~”中公开。全企划共分为五个部分：第一部分为同年11月份由乃木坂46、榉坂46和当时的平假名榉坂46的成员共12人共同表演的舞台剧；第二部分为次年1月播出的由乃木坂46成员参演的电视剧；第三部分为由乃木坂46成员参与制作的智能手机游戏；第四部分与第一部分形式相同，由三个组合的成员再度表演舞台剧；第五部分为线下恐怖类体感游戏。此外，2019年3月由竹书房发售本作电视剧的小说版本。

## 舞台剧

### 舞台剧《残美》
作为残美企划的第一部分，舞台剧《残美》（舞台「ザンビ」）由乃木坂46、榉坂46和平假名榉坂46（现日向坂46）同台共演，在2018年11月16日至25日于东京巨蛋城表演厅公开演出。每个组合派出4人共计12人参与演出，并分为TEAM"RED"和TEAM"BLUE"两组，每组6人进行表演。

#### 演出特色
以“体感型舞台”作为概念，本场舞台剧在普通坐席之外还安排了“残美特殊席位”（ザンビスペシャルシート）。该座位安排在舞台中央前方长方形花道的内侧，由于非常接近舞台，可以提供给观众更强的代入感。该座位在之后的表演中亦有被舞台上表演者使用的道具淋湿或弄脏的可能，在购票之前会得到相关提示。

#### 出演者和工作人员
该舞台剧的出演者和工作人员如下所示：
出演者
（双出演者时左侧为TEAM RED，右侧为TEAM BLUE）
- 鳴沢摩耶：与田祐希 / 久保史緒里
- 一之瀬杏奈（一ノ瀬杏奈）：山下美月 / 梅澤美波
- 一色彩菜：小林由依 / 守屋茜
- 桂雪穂：土生瑞穗 / 菅井友香
- 本宮佳蓮：齊藤京子 / 柿崎芽实
- 飯野由香里（飯野ゆかり）：小坂菜緒 / 加藤史帆
- 山室楓：齋藤飛鳥（视频出演）
- 岡田Agatha（岡田あがさ）
- 大胡愛恵
- 國森樱（剧团4美元50分（日语：劇団4ドル50セント））
- 水橋研二
- 柿丸美智恵
- 酒井敏也

工作人员
- 编剧：高山直也
- 导演：儿玉明子

#### 周边商品
| 发售日        | 标题        | 厂牌 | 规格       | 内含特典                                              | 影像                                                                                |
| ------------- | ----------- | ---- | ---------- | ----------------------------------------------------- | ----------------------------------------------------------------------------------- |
| 2019年5月31日 | DVD-BOX     | vap  | VPBF-15860 | 舞台《残美》附表演者签名版拍立得相片抽选应募券 小册子 | 正片Disc2张（TEAM“RED”/ TEAM“BLUE”）+特典Disc1张 三方背包装盒＋封面 制作影像 座谈会 |
| 2019年5月31日 | Blu-ray BOX | vap  | VPXF-75948 | 舞台《残美》附表演者签名版拍立得相片抽选应募券 小册子 | 正片Disc2张（TEAM“RED”/ TEAM“BLUE”）+特典Disc1张 三方背包装盒＋封面 制作影像 座谈会 |

### 残美~Theater's end~
舞台剧《残美~Theater's end~》（ザンビ〜Theater's end〜）于2019年2月7日至17日天王洲 银河剧场上演。与第一部分相同，第四部分中仍由来自三个坂道团体的成员同台共演。成员分为TEAM "BLACK"、TEAM "YELLOW"、TEAM "GREEN"共三组，来自同一个组合的成员在不同的小组内表演同一个角色，即一个角色将分别由三名同组合的成员表演。

#### 出演者和工作人员
该舞台剧的出演者和工作人员如下所示：
出演者
（当一名角色有三名表演者时，依照从左到右的顺序依次为TEAM"BLACK"、TEAM"YELLOW"和TEAM"GREEN"）
- 志乃 : 伊藤理理杏 / 阪口珠美 / 岩本蓮加
- 槻子 : 石森虹花 / 織田奈那 / 渡邊梨加
- 未来 : 潮紗理菜 / 松田好花 / 佐佐木久美
- 隊長 : 八十田勇一
- 補佐 : 津村知与支
- 支配人 : 日野陽仁

工作人员
- 企画·原作：秋元康
- 脚本·演出：赤澤mook（赤澤ムック）
- 制作人：植野浩之、松田誠

## 电视剧
电视连续剧《残美》作为残美企划（ザンビプロジェクト）的第二部分，由乃木坂46成员主演，于2019年1月24日至3月28日在日本电视台播出。第一集播出结束后由视频网站Hulu进行线上独播，之后该网站相较于电视台提前一周播出第二集和后续内容。此外，Hulu上同时公开由参与演出的成员们一边观看当周剧集一边进行评论的幕后谈话。本作亦是成员齋藤飛鳥首次担任电视剧主演，乃木坂之後也推出主題曲【もうすぐ～ザンビ伝説】，【就快要了~殘美傳說】。。

### 剧情概要
某一天，寄宿制女子高中Freesia学园（フリージア学園）的学生一行在修学旅行中因巴士故障来到了一个陌生的村子。在寻找临时住所的过程中，一行人找到了一间废弃的屋子，并决定在此度过一晚。这天夜里，屋外传来了令人毛骨悚然的声音。回到学校后，Freesia学园似乎恢复了正常，但在学生们身上却接二连三地发生着不可思议的现象。先是學生們一個一個消失，也有越來越多人被襲擊。主角楓為了找出來源，和實乃梨以及聖合作，找出了用手機照相功能認出殘美的方法。而所謂殘美，正是在生與死的中間的怪物，而楓一行人正是解開殘美封印的五人。後來整個學園除了楓之外，其餘人員全數罹難變為殘美，而殘美也蔓延至全東京，陷入無法挽回的局面。
(以下接續手游劇情)後來政府將剩餘的生還者封鎖在東京23區，而楓也發現她自己和一些人(包含主人公)可以用祈禱的歌聲。將殘美變回人類，這些曲子便稱為【殘美的安魂曲】。後來這些少女們便被稱為【救世主】，故事也永遠流傳後世。。

### 登场人物
（以下内容来源于官网人物简介 与实际剧情。下文短横线左侧为剧中人物，右侧为其饰演者）
山室 枫（日语：／） - 齋藤飛鳥
主人公。Freesia学园2年级学生。平常虽不善于向他人表现自己的感情，却敢于挑战任何事情。在上幼儿园时双亲因交通事故去世，亚须未作为从小的玩伴成为了自己的挚友。枫无意中解除了残美的封印，也是最早注意到残美的存在的人，并决定将Freesia学园的学生们从残美的诅咒中拯救出来。第8集中，枫被守口袭击后困在桶中，后在实乃梨的帮助下成功逃脱。最后一集中将大量残美引入厨房中，故意泄露并点燃瓦斯引发爆炸，试图与残美同归于尽，但却在已经残美化的圣的保护下奇迹生还。最终成为学园中唯一的幸存者。
诸积 实乃梨（日语：／） - 堀未央奈
Freesia学园2年级学生。作为成绩优秀的学级委员长，与枫在Freesia学园中因同班同学而相识并成为好友，也是枫和圣的聊天伙伴。第八集中，实乃梨通过锅炉房传来的声音发现并救出了困在桶中的枫。第九集中因侧腹部受伤失血而倒下。最后一集中因為兩人要上到頂樓時意外被變成残美的記者咬伤，为了保住枫而选择从屋顶跳楼自杀。
甲斐 圣（日语：／） - 与田祐希
Freesia学园2年级学生。因热衷于神秘学而具有很强的灵感，但是非常讨厌鬼怪。有恐高症。因为怕生而在班级里的朋友很少，存在感较弱。因残美事件而开始和枫和实乃梨一同行动。能通过黑客技术入侵监视摄像头系统，熟悉电脑操作。因残美的诅咒内心无数次迷失，但在枫和实乃梨的话语中不断找回了自己。第9集中被校内武装集团绑架并关在清洁工具柜中，但却因此在残美袭击教室时逃过一劫。第九集结尾被已经残美化的梓一行袭击，在最后一集变为残美，并在厨房中献身保护了枫。
西条 亚須未（日语：／） - 秋元真夏
Freesia学园2年级学生。写真部部长，擅长社交且好奇心旺盛。与枫是从小的玩伴，一直关心着在班上显得较为忧郁的枫。在残美村时误将封印残美使用的风车带回了学校，并在回到学校的当晚被从风车中冒出的老妇（美女）袭击。第2集中在夜里变为残美，并袭击了学校里的女学生们。第4集中通过诗织的证言证明了其袭击铃音的事实。最后一集中以神人的姿态再度出场。
秋吉 凛（日语：／） - 星野南
Freesia学园2年级学生。校吹奏部部员，具有天真烂漫和天然的性格。作为班级的气氛制造者和濑奈互为挚友。第5集中因残美化，无视了与濑奈的约定后突然消失。之后藏在厕所的天花板中袭击了与枫一行前来寻找的濑奈。第7集中和已经残美化的濑奈一同袭击了枫等4人，但被守口用灭火器击退。
榊 濑奈（日语：／） - 寺田蘭世
Freesia学园2年级学生。网球部主力，具有男生般的好胜心。对在班级里与自己关系亲密的凛一直抱有感激之心。第5集中与枫一行商讨寻找失踪的凛，最终虽然在音乐室旁厕所的天花板中找到了凛，却受到其袭击。第7集中，与凛一同袭击了枫和守口等人。
金村 優衣（日语：／） - 山下美月
Freesia学园2年级学生。蔑视同级生的霸凌小队队长，具有直言不讳的性格。因为什么都会，害怕自己无法成为第一，始终无法认真地解决问题。第4集中，在淋浴间淋浴时被不明物体袭击，变成残美。这之后在走廊袭击了诗织。
花村 穗花（日语：／） - 久保史緒里
Freesia学园2年级学生。美术部部员，成绩优秀做事认真，但因患有哮喘而身体虚弱。与柚月互为挚友。第6集中因哮喘突然发作，为了取药与柚月一同离开家庭科室，但在路上被大量残美袭击。在此过程中为了反击残美其意外地将柚月推倒，并导致其牺牲，随后极其慌张地逃向房间。半路上撞见了宫川老师，本想向老师寻求帮助，却因老师已经残美化而反被袭击，最终亦变为残美。第8集中已经残美化的穗花企图袭击沿着窗外边缘逃离的实乃梨和圣二人，最终被实乃梨用颜料喷雾反击，失去平衡后掉下窗台。
先川 柚月（日语：／） - 大園桃子
Freesia学园2年级学生。吹奏乐部部员，一直和身体虚弱的穗花一同行动。虽然不是勇于冲锋的类型，却拥有敢于面对困难的认真性格。第6集中被穗花推倒，被残美一拥而上后变为残美。
佐仓 铃音（日语：／） - 渡邊米麗愛
Freesia学园2年级学生。漫画研究部部员，因内向和温顺的性格被优衣领导的霸凌团体欺负。第3集中，保护了被欺负的铃音的枫来到其房间，但铃音在倒茶的过程中突然残美化暴走，并向包括后赶来实乃梨和圣三人发起攻击。第4集中通过诗织的证言得知其因被亚须未咬伤而残美化。
五十嵐 麗奈（日语：／） - 伊藤純奈
Freesia学园2年级学生。和上杉砂羽关系很好，为人和善。虽然和圣关系很好，但因圣决定和枫和实乃梨一起行动而感到寂寞，采取了在圣的笔记上乱涂乱画等一系列报复行为。第6集中，麗奈劝说砂羽将后赶来的可能已经变为残美的圣放入房间里一同避难。当房间里的众人为自己不是残美而辩解时，麗奈变为残美暴走，并袭击了砂羽。
美女（日语：／） （页面存档备份，存于） - 新内眞衣
距今约100年前，是首个变为残美的女性，亦可称作“残美传说的始祖”。拥有村中其他女性所无法媲美的美貌容颜。最初移居到残美村与地主结婚后生下一子，但因被怀疑孩子是她和其他男性发生不伦关系时生下的，受到了来自丈夫和村里人的歧视，最终和孩子一起关在木桶中并被活埋。虽然依靠食孩子的尸体和其他方式活了下来，但由于对村中的人心怀憎恶与愤怒，复仇的情绪愈发增长，最终成为残美从埋入土中的桶中复活，袭击了村中的人。随后通靈师通过圆镜和5个风车将残美的诅咒封印，直到枫一行人解除封印之前，诅咒一直得到了稳定的控制。
藤崎 麻里奈（日语：／） - 鈴木絢音
Freesia学园1年级学生。拥有极强的正义感，也是实乃梨管理下的学生会的后辈。第9集中，弥生和其他的1年级学生一起躲藏在仓库中。当枫和实乃梨请求进入仓库时，麻里奈向实乃梨提出了“如果把枫杀了就放你进来”的条件，但被实乃梨拒绝。原想着在仓库中继续避难，却因为弥生因幻觉而打开了仓库另一扇门，放入了门外的残美。紧急之下请求实乃梨将自己救出时不料松开了手，最终被残美袭击。
木内 加奈（日语：／） - 梅澤美波
Freesia学园2年级学生。跟随在优衣身后的霸凌团体的一员。有行动力，性格认真的同时也十分好强。第6集中和恭子一同逃出了家庭科室。第9集中从梓的发言中得知已经残美化。

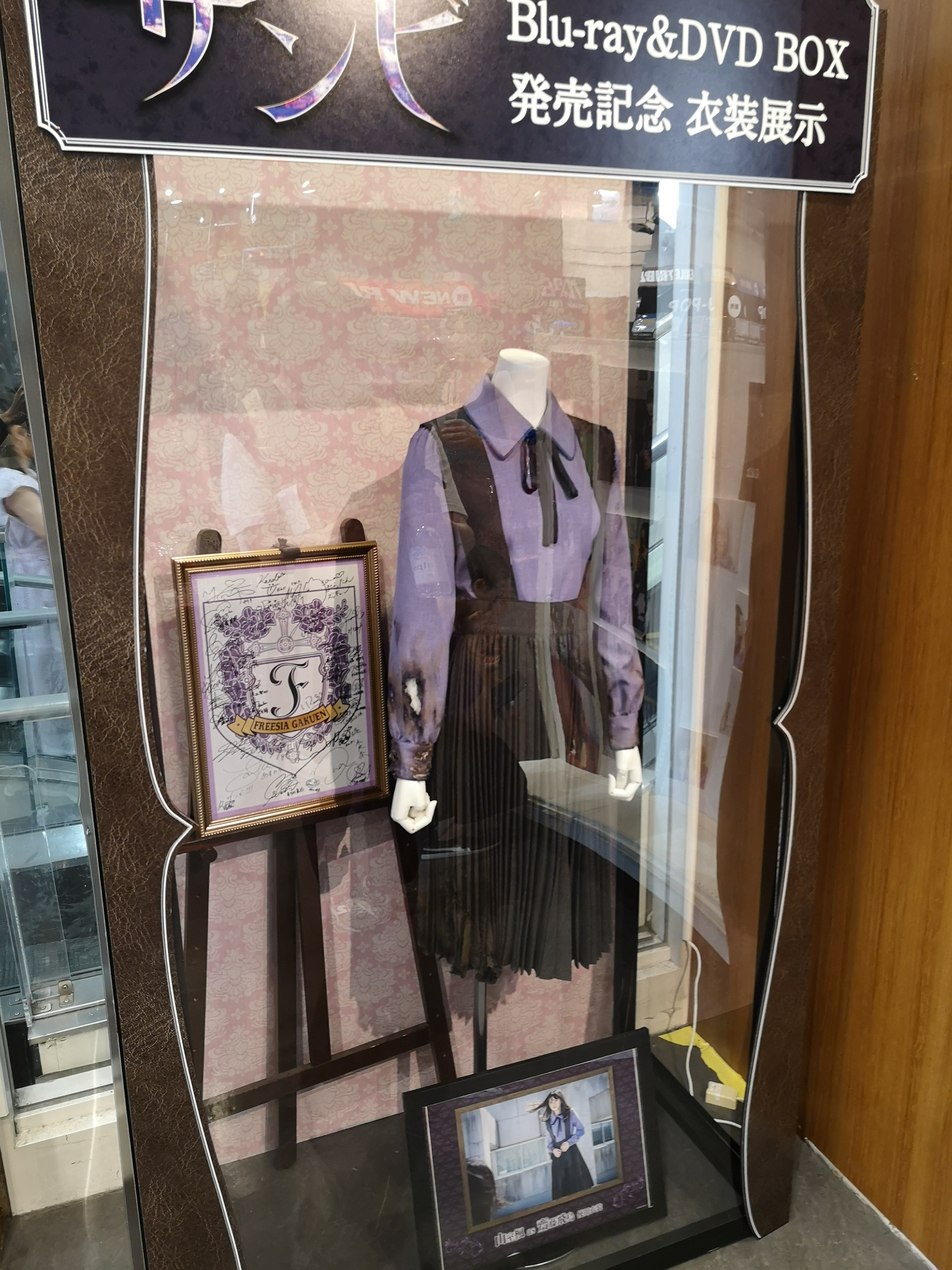
在澀谷TSUTAYA书店进行展示的剧中饰演山室枫的斋藤飞鸟所使用的衣装。

本多 恭子（日语：／） - 吉田绫乃克莉丝蒂
Freesia学园2年级学生。回国子女。跟随在优衣身后的霸凌团体的一员。性格自由奔放且是乐天派。第6集中和加奈一同逃出了家庭科室。第9集中从梓的发言中得知已经残美化。
関 梓（日语：／） - 佐藤楓
Freesia学园2年级学生。跟随在优衣身后的霸凌团体的一员。虽然因为很容易动摇而一直听从优衣的意见，实际上却是既认真又温柔的性格。武装集団的一员。原本一直监视着被绑架的圣，但因残美闯入后被袭击。
一条 詩織（日语：／） - 伊藤理理杏
Freesia学园2年级学生。合唱部部员，老实的性格让她遇到任何事情都试图让给别人。亲眼目睹了亚须未和铃音变为残美的过程。在将这一切告诉枫的晚上，在回房间的走廊里被已经残美化的优衣袭击。
内藤 惠美（日语：／） - 岩本蓮加
Freesia学园1年级学生。拥有讨人喜爱的性格。为了躲避残美躲在了柜子中，但被枫等人发现时已经变成残美，并在众人逃跑时用巨大的力量对抗守口。
庄司 美緒（日语：／） - 向井葉月
Freesia学园2年级学生。剑道部主将，性格认真，也是武装集团的一员。在绑架圣的过程中被残美袭击，为了逃跑从窗口跳下后因腿弯曲而无法行走，最终被其他残美袭击。
小岛 弥生（日语：／） - 阪口珠美
Freesia学园1年级学生。漫画研究会的部员，同时也是美琴的挚友。第6集中，在和美琴一同从残美集团中逃出时走散。第9集中和其他1年级学生躲入仓库中，原本仓库为了防止残美的侵入已经上锁，但弥生在残美中找到了美琴，并在幻觉的驱使下打开了锁上的门，导致包括麻里奈在内的1年级学生全部遇难。
椎名 美琴（日语：／） - 中村麗乃
Freesia学园1年级学生。漫画研究会的部员。可能受到过欺凌，依靠二次元为生。弥生的挚友，和弥生二人之间的关系不容他人靠近。第6集开头中和弥生走散。第9集中以残美的形态（已经神人化）出现，随后贴在弥生躲入的仓库的门上。在本剧的小说版中，美琴在第2集最后一个场景里在深夜的教室中被亚须未袭击，但电视版中当时袭击的是其他的学生。
上杉 砂羽（日语：／） - 湯川玲菜（剧团4美元50分）
第5集、第6集登场。
Freesia学园2年级学生。麗奈的挚友。自从发生了残美事件后一直厌恶圣。第6集中和麗奈一同逃入了家庭科室。在使用智能手机中的相机功能一个一个确认在场者是否是残美的过程中，手机在轮到圣时刚好电量耗尽，看到圣略带嘲讽的笑容后随即和圣扭打在一起。但此时麗奈突然残美化并暴走，最后袭击了砂羽。
仓田 佑里惠 (日语：／) - 田中真琴
Freesia学园学生（学年不详）。武装集团的一员。在听说了枫将封印解除的经过后，决定杀了枫及其身旁的实乃梨以消除诅咒。但在袭击实乃梨的过程中从楼梯上不慎跌落，导致手中的刀插向了自己。
山中 莉子 (日语：／) - 松川星
Freesia学园学生。武装集团的一员。
宫川 爱（日语：／） - 太田莉菜
Freesia学园英语教师，枫等人的班主任。在发生了残美事件后，最初始终担心着枫的事情，随着时间的推移其表现出通过一些意味深长的话来接近枫等明显可疑的言行举止。这之后面对教室里缺席的学生们不断地用“家里有事”搪塞，其外表举止也变得更加怪异。最终完全残美化，并在第6集袭击了穗花，在第7集结尾以已经觉醒为神人的姿态袭击了枫一行人，在第8集从身后袭击了守口。
守口 琢磨（日语：／） - 片桐仁
与枫相遇，前来调查残美的记者。最初只是稍有兴趣，来到地图上没有标出的村子（残美村）进行调查。对于残美的传说有相当丰富的了解。第7话中将枫等人从宫川老师的袭击中救出，并支持着她们。但其来到Freesia学园的真实目的是为了将残美的诅咒封印，以救出自己变为残美的女儿。为此他决定将枫作为祭品举行封印仪式。最初其以找到了封印诅咒的方法为由成功将枫引入锅炉房，将其击昏后关在桶中。正当其准备用长枪杀害枫时，听到声音的实乃梨赶来并破环了现场。当愤怒的守口准备对付二人时，不料被身后冒出的宫川老师袭击，最终惨变为残美。

### 制作人员
本电视剧的制作人员如下：
- 企画·原作：秋元康
- 编剧：保坂大輔、高山直也
- 音楽：Garry芦屋
- 制作：市川浩崇、八木元
- 企画制作：植野浩之
- 制作人：佐藤俊之、山王丸和惠、伊藤裕史
- 导演：大谷太郎、西村了
- 制作单位：AXON
- 特别合作：Y&N Brothers
- 合作：乃木坂46合同会社、日本索尼音乐娱乐
- 企画制作：日本电视台
- 制作合作：AVANZ GATE
- 制作·著作：《残美》制作委员会

### 播出
电视台
| 播出地区 | 电视台     | 电视台系列     | 播出日期                | 播出时间                     | 备注   |
| -------- | ---------- | -------------- | ----------------------- | ---------------------------- | ------ |
| 关东地区 | 日本电视台 | 日本电视台系列 | 2019年1月24日 - 3月28日 | 周六 0:59 - 1:29（周五深夜） | 制作台 |
| 宮城县   | 宫城电视台 | 日本电视台系列 | 2019年2月1日 -          | 周五 0:59 - 1:29（周四深夜） | 重播   |

网络
| 播出网站 | 播出时间                        | 时间               | 备注                     |
| -------- | ------------------------------- | ------------------ | ------------------------ |
| Hulu     | 2019年1月24日 - （第1、2集 - ） | 地上电视播出结束后 | 比日本电视台提前播出一集 |

### 周边商品
| 发售日       | 标题        | 厂牌 | 规格       | 内含特典                                           | 影像                                                                   |
| ------------ | ----------- | ---- | ---------- | -------------------------------------------------- | ---------------------------------------------------------------------- |
| 2019年8月2日 | DVD-BOX     | vap  | VPBX-14847 | 60页写真集小册子（仅限Blu-ray BOX版本） 60页小册子 | 正片Disc4张+特典Disc1张 Hulu版幕后谈话（仅限Blu-ray BOX版本） 制作花絮 |
| 2019年8月2日 | Blu-ray BOX | vap  | VPXX-71735 | 60页写真集小册子（仅限Blu-ray BOX版本） 60页小册子 | 正片Disc4张+特典Disc1张 Hulu版幕后谈话（仅限Blu-ray BOX版本） 制作花絮 |

## 游戏
作为残美企划的第三部分，由乃木坂46成员主演，面向智能手机的角色扮演游戏《少女神乐~残美的安魂曲~》（乙女神楽 〜ザンビへの鎮魂歌〜）于2019年5月15日上线，运营单位为gumi。

### 游戏背景
游戏接续电视剧剧情。残美带来的恐怖迅速由Freesia学园蔓延至全东京。国家通过建立围墙，将剩余的生存者封锁在东京23区的范围内以确保外部世界的安全。随着时间的流逝，在封锁线内生存下来的山室枫和她遇到的主人公等人逐渐发现了她们身上所隐藏着的不可思议的能力：少女们通过自己的歌声进行祈祷，可以通过“羁绊”（絆）将残美重新变回人类。这之后，围绕着被称为“救世主”的这些少女们，“Freesia少女神乐团”的传说得以流传下来。

## 线下体感游戏
作为残美企划的第五部分，由运营密室逃脱游戏的SCRAP和鬼屋设计者五味弘文合作开发的多结局恐怖类体感游戏《残美 THE ROOM 最后的选择》（ザンビ THE ROOM 最後の選択）于2019年7月31日至8月11日在澀谷HIKARIE公开。包括饰演山室枫的斋藤飞鸟通过影片出演在内，其他乃木坂46、榉坂46和日向坂46的成员每天均会轮流在活动前出场。

## 脚注